# Феодосій (Снігірьов)
Митрополит Феодо́сій (справжнє ім'я Денис Леонідович Снігірьов (31 серпня 1974 , Київ ) — архієрей Російської православної церкви, митрополит Черкаський і Канівський РПЦвУ. Кандидат богослов'я, доцент Київської духовної академії, викладач курсу Пастирського Богослов'я в Магістратурі КДА. Тезоіменитство — 3 травня.
Громадянин Росії.

## Біографія
Народився в Києві 31 серпня 1974 року. 1991 року закінчив середню школу. У 1994 році закінчив Миколаївське медичне училище з присвоєнням кваліфікації «фельдшер».
У 1994 році вступив до Калузького духовного училища, яке з благословення Патріарха Олексія II 20 січня 1997 року було перетворено в духовну семінарію.
З 1996 року — іподиякон архієпископа Калузького і Боровського Климента.
2 квітня 1998 року архієпископом Климентом пострижений у чернецтво з нареченням імені Феодосій на честь преподобного Феодосія, ігумена Києво-Печерського[джерело?].
21 квітня 1998 року архієпископом Климентом висвячений в сан ієродиякона, 30 червня 1998 року — у сан ієромонаха.
У 1998 році закінчив Калузьку духовну семінарію зі ступенем бакалавра богослов'я.
3 липня 1998 року зарахований до братії Різдва Богородиці Свято-Пафнут'єва Боровського монастиря, призначений скарбником обителі і головним редактором щотижневого видання «Вісник Свято-Пафнут'єва Боровського монастиря».
У 1999 році призначений благочинним Свято-Пафнут'єва Боровського монастиря і членом Єпархіальної ради Калузької єпархії.
У 1999 році вступив до Московської духовної академії.
3 липня 2000 року переведений на служіння в Калугу, призначений секретарем Єпархіальної ради Калузької єпархії, завідувачем канцелярією Калузького єпархіального управління і настоятелем храму на честь Казанської ікони Божої Матері в місті Калузі.
21 вересня 2000 року Святішим Патріархом Олексієм II нагороджений правом носіння наперсного хреста.
23 серпня 2001 року, згідно з поданим проханням, направлений на Україну. 24 жовтня 2001 року призначений настоятелем храму-каплиці на честь преподобної Єфросинії Полоцької в Києві. У тому ж році, згідно з поданим проханням, переведений з Московської духовної академії в Київську духовну академію, яку закінчив у 2003 році.
З березня 2002 року — головний редактор місіонерського тижневика «Православний Печерськ».
5 квітня 2004 року возведений у сан ігумена.
28 лютого 2005 року очолив створений на базі парафії на честь прп. Єфросинії Полоцької Київський Свято-Володимирський духовно-просвітницький центр.
19 квітня 2006 року нагороджений правом носіння хреста з прикрасами.
З травня 2007 року — духівник Міжнародного православного фестивалю авторської пісні «Благодатне небо».
З вересня 2007 року — заступник голови міжнародного громадського руху «Слов'янський молодіжний союз», керівник СМС в Україні.
26 листопада 2007 року указом Блаженнішого митрополита Київського і всієї України Володимира призначений відповідальним секретарем Відділу у справах молоді при синоді РПЦвУ.
6 лютого 2008 року призначений заступником голови Відділу «Місія духовної просвіти» при синоді РПЦвУ і керівником Сектора духовно-просвітницьких проектів Української Православної Церкви.
28 квітня 2008 року возведений у сан архімандрита.
25 травня 2010 року призначений благочинним Київської єпархії у справах монастирів.
На засіданні Синоду УПЦ від 23 грудня 2010 року (журнал № 44) обраний на єпископа Броварського, вікарія Київської митрополії, з дорученням управління Броварським вікаріатством Київської єпархії (журнал № 49).
6 січня 2011 року в Трапезному храмі Свято-Успенської Києво-Печерської лаври висвячений на єпископа. Хіротонію очолив митрополит Київський і всієї України Володимир (Сабодан). Йому співслужили: архієпископи Білогородський Миколай (Грох), Вишгородський Павел (Лебідь), Бориспільський Антоній (Паканич), Переяслав-Хмельницький Олександр (Драбинко); єпископи Макарівський Іларій (Шишковський), Васильківський Пантелеімон (Поворознюк), Дрогобицький Філарет (Кучеров).
Рішенням синоду РПЦвУ від 14 червня 2011 року (журнал № 19) призначений головою новоствореного синодального відділу РПЦвУ у справах пастирської опіки воїнів-інтернаціоналістів та членом Вищої церковної ради РПЦвУ (відділ скасований 16 вересня 2014).
29 березня 2013 року призначений головою Ставленицької комісії Київської єпархії.
25 вересня 2013 року синод РПЦвУ у зв'язку з утворенням Бориспільської єпархії, правлячому архієрею якої засвоєний титул «Бориспільський і Броварський», постановив єпископу Феодосію мати титул «Бо́ярський» (журнал № 58). Звільнений з посади керуючого Броварським вікаріатством Київської єпархії і призначений на посаду керуючого Північним вікаріатством Києва.
9 грудня 2014 року призначений головою Церковного суду Київської єпархії.
28 липня 2017 року за Божественною літургією у Києво-Печерській лаврі Блаженнішим митрополитом Київським і всієї України Онуфрієм возведений у сан архієпископа.
4 січня 2018 року у зв'язку з реорганізацією вікаріатств Київської єпархії «з метою ефективного церковно-адміністративного управління парафіями» за архієпископом Феодосієм було збережено управління Північним київським вікаріатством, до складу якого увійшли Оболонське, Подільське, Кладовищенське благочиння Києва.
Кандидат богослов'я, викладач курсу Пастирського богослов'я в Магістратурі Київської духовної академії.
11 червня 2018 року на засіданні Вченої ради Київської духовної академії була затверджена тема докторської дисертації архієпископа Феодосія (Снігірьова): «Наука про пастирство у вітчизняних Духовних школах: зародження, розвиток, перспективи».
9 листопада 2019 року удостоєний вченого звання доцента Київської духовної академії.
17 серпня 2020 року рішенням Священного Синоду був призначений архієпископом Черкаським і Канівським.
17 серпня 2021 року було зведено в сан митрополита.

## Розслідування
20 лютого 2023 року СБУ оголосила Снігирьову про підозру в розпалюванні міжконфесійної ворожнечі, на цей час керівнику Черкаської єпархії РПЦвУ. У квітні суд помістив Снігірьова під домашній арешт.
У лютому 2024 року митрополит Снігірьов отримав підозру у розпалюванні міжрелігійної ворожнечі, а саме за порушення рівноправності громадян залежно від їх релігійних переконань, вчинене службовою особою повторно. За даними СБУ, це стало четвертою підозрою для Снігірьова.

## Родина
Корінний киянин. Походить із родини української інтелігенції: онук головного редактора газети «Південна правда» та ректора Миколаївського Інституту підвищення професійної кваліфікації керівних працівників Григорія Лазарєва; син педагога та старшого наукового співробітника Київського Зонального науково-дослідного Інституту експериментальної промисловості Ольги Снігірьової; брат вченого секретаря Київської духовної академії доктора богослов'я професора протоієрея Ростислава Снігірьова.